# Palíndromo

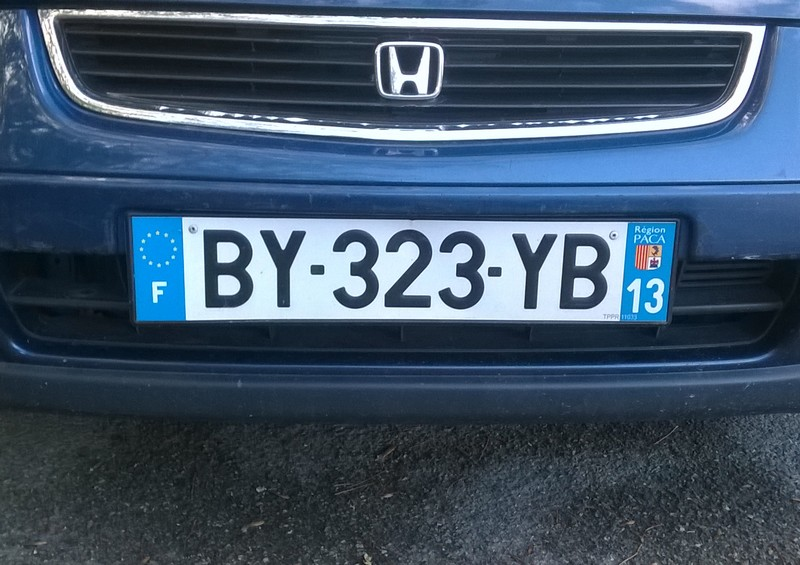
Matrícula palíndromo: se puede leer indiferentemente de izquierda a derecha o de derecha a izquierda.

Un palíndromo (también, palindromo o palindroma; del griego πάλιν δρóμος, palin dromos, ‘volver a ir atrás’) es una palabra o frase que se lee igual en un sentido que en el otro (por ejemplo; Ana, Anna, Otto). Si se trata de números en lugar de letras, se llama capicúa.
Habitualmente, los palíndromos se resienten en su significado cuanto más largos son.

## Tipos
Habitualmente se entiende por palíndromo aquel que toma por unidad la letra, es decir, cuya última letra es la misma que la primera, la penúltima es la misma que la segunda, etc. Es el caso de palabras tales como reconocer o anilina. Sin embargo, también se puede tomar como unidad la sílaba (por ejemplo, gato con toga, aunque en este caso podría ser calificado como anagrama), la palabra o incluso el renglón.
En 1975 el escritor venezolano Darío Lancini publicó Oír a Darío, un poemario compuesto exclusivamente de palíndromos. Este libro incluye el poema  Ubú Rey, de 750 palabras, el poema palindrómico más largo en lengua española hasta la fecha. Por su parte, el escritor español Víctor Carbajo escribió en 2008 uno de los mayores palíndromos jamás escritos: una lista compuesta por 140.721 letras y 22.132 palabras separadas por comas.

## Ejemplos

### Palabras en español[7]
1.	aba
2.	ababa
3.	Abalaba
4.	acá
5.	acurruca
6.	ada (s.c.)
7.	Ada (s.p.)
8.	aérea
9.	agá
10.	Aibofobia
11.	aja
12.	Alá
13.	ala (s.)
14.	ala (s.)
15.	alábala
16.	aléjela
17.	alela
18.	alélela
19.	allá
20.	ama (s.)
21.	ama (v.)
22.	Ana
23.	ana (longitud)
24.	ananá
25.	anilina
26.	Anna
27.	ara (2)
28.	arañara
29.	arara (2)
30.	arenera
31.	arepera
32.	arra
33.	asá
34.	asa (s.)
35.	asa (v.)
36.	ata
37.	avá
38.	aviva
39.	aya
40.	aza
41.	azuza
42.	Bob
43.	dad
44.	dallad
45.	dañad
46.	datad
47.	debed
48.	efe
49.	eje
50.	ele
51.	elévele
52.	elle
53.	eme
54.	ene
55.	eñe
56.	ere
57.	erre
58.	erré
59.	ese
60.	ése
61.	gag
62.	Hannah
63.	kanak
64.	kayak
65.	Lolol
66.	Malayalam
67.	Memmem
68.	Menem
69.	nadan
70.	najan
71.	narran
72.	Neuquén
73.	nomon
74.	non
75.	oídio
76.	ojo 
77.	Orejero
78.	oro
79.	oró
80.	Oruro
81.	oso
82.	osó
83.	Oto
84.	Otto
85.	ovo
86.	ovó
87.	oyó
88.	pop
89.	radar
90.	rajar
91.	rallar
92.	rapar
93.	rasar
94.	rayar
95.	recocer
96.	reconocer
97.	rever
98.	rodador
99.	rotor
100.	sacas
101.	Safas
102.	sagas
103.	sahas
104.	sajas
105.	salábalas
106.	salas (s.)
107.	salas (v.)
108.	samas
109.	sanas
110.	sañas 
111.	sapas
112.	satas
113.	sayas
114.	sebes
115.	sedes
116.	sejes
117.	seles
118.	selles
119.	senes
120.	sepes
121.	seres
122.	setes 
123.	sometemos.
124.    Somos

### Oraciones palíndromas

#### En español
- A luna ese anula.
- A la catalana banal, atácala.
- A mamá, Roma le aviva el amor a papá, y a papá, Roma le aviva el amor a mamá.
- A Mercedes, ese de crema.
- A mi loca Colima.
- A ti no, bonita.
- ¿Acaso hubo búhos acá? (de Juan Filloy).
- Adán no cede con Eva y Yavé no cede con nada.
- Adivina ya te opina, ya ni miles origina, ya ni cetro me domina, ya ni monarcas, a repaso ni mulato carreta, acaso nicotina, ya ni cita vecino, anima cocina, pedazo gallina, cedazo terso nos retoza de canilla goza, de pánico camina, ónice vaticina, ya ni tocino saca, a terracota luminosa pera, sacra nómina y ánimo de mortecina, ya ni giros elimina, ya ni poeta, ya ni vida
- Ají traga la lagartija
- Allí por la tropa portado, traído a ese paraje de maniobras, una tipa como capitán usar boina me dejara, pese a odiar toda tropa por tal ropilla. (de Luis Torrent).
- Allí si María avisa y así va a ir a mi silla.
- Allí va Ramón y no maravilla.
- Ama gaseoso oso esa gama
- Allí ves a Sevilla.
- Amad a la dama.
- Aman a Panamá.
- Amar da drama.
- Amigo, no gima.
- Amo la pacífica paloma.
- Amó la paloma
- Amor a Roma.
- Ana lava lana.
- Ana lleva al oso la avellana.
- Anita lava la tina.
- Anula la luna.
- Añora la roña. (según el diccionario de la RAE, «roña» significa ‘suciedad pegada fuertemente’).
- Arriba la birra. (en italiano y coloquialmente, «birra» significa cerveza).
- Átale, demoníaco Caín, o me delata. (usado por Julio Cortázar, atribuido en algunas fuentes a Juan Filloy).
- Atar a la rata.
- Ateo poco poeta.
- Ateo por Arabia, iba raro poeta. (de Juan Filloy).
- Dábale arroz a la zorra el abad. (anónimo).
- Di clases al Cid.
- El bar es imán o zona miserable.
- Elenita, si roba Boris, atínele.
- Ella te da detalle.
- Eva se lame mal, es ave.
- Eva, ya hay ave.
- Hecha al revés, o no hay ojo ya, o no sé ver la hache. (palíndromo, se pronuncia igual en ambos sentidos)
- Isaac no ronca así.
- La ruta natural.
- La ruta nos aportó otro paso natural.
- Las Nemocón no comen sal.
- La tele letal.
- Líame ese email.
- Ligar es ser ágil.
- Lo sé, Dama de Sol.
- Logré ver gol.
- Luz azul.
- Mas arroz a la zorra, Sam.
- Nada, yo soy Adán.
- No di mi decoro, cedí mi don. (de Juan Filloy).
- No lata, no: la totalidad arada dilato talón a talón.
- No lo cases a Colón.
- No Mara, sometamos o matemos a Ramón.
- No mames, se mamón.
- Notar ese ratón.
- No traces en ese cartón.
- Oí lo de mamá: me dolió.
- Oirás orar a Rosario.
- O juro o bebo orujo.(Quique Mares)
- Ora ese aro?
- Oso baboso.
- Otro coito, tío corto.
- Roma ni se conoce sin oro, ni se conoce sin amor. (anónimo).
- Se van sus naves.
- Sé verlas al revés.
- Severo revés (Quique Mares)
- ¿Son robos o sobornos?
- Sometamos o matemos.
- ¿Somos o no somos?
- ¿Son mulas o cívicos alumnos?
- Yo dono rosas, oro no doy
- Yo hago yoga hoy. (de Darío Lancini)
- Yo le até la paleta, Eloy.
- Yo soy.
- Acá va la vaca
- Así Lalo voló, volá Lisa.
- ¿Sometemos o no sometemos?
- Ojo rojo
- A Lagarto: a oído, odio a otra gala.
- Otra gala y severo revés ya, Lagarto.
- Ser o no ser ¡Acá va la vaca! Res o no res

#### En alemán
- Dir, Dame, Madrid! (‘Muere, dama, Madrid’)
- Ein Neger mit Gazelle zagt im Regen nie. (‘Bajo la lluvia, un negro con una gacela no vacila jamás’).
- Otto (Nombre)

#### En catalán
- Allí, tieta Mercè, faci cafè, crema, te i til·la (‘Allí, tía Mercedes, haga café, natillas, té y tila’).
- Català, a l'atac! (‘¡Catalán, al ataque!’)
- És així, ase! (‘¡Así es, burro!’)
- I ara rai (‘Y ahora ya importa poco’).
- Senén té sis nens i set nenes (‘Senén tiene seis niños y siete niñas’).
- Tip, el pastor ara farà rots a ple pit. (‘Lleno, el pastor ahora se tirará eructos a todo pulmón’).

#### En checo
- Jelenovi pivo nelej (‘No des cerveza a un ciervo’)
- Motýla má malý Tom  (‘A la mariposa la tiene pequeño Tom’)
- Kobyla má malý bok  (‘La yegua tiene pequeña cadera’)

#### En chino
- 上海自来水来自上海。 （‘El agua del grifo de Shanghái proviene de Shanghái’）
- 天上龙卷风卷龙上天。 (‘Tornado en el cielo’)
- 人人为我，我为人人。 (‘Todo el mundo es para mí, y yo soy para todos’)

#### En danés
- Du er Freud? (‘Tú eres Freud?’).

#### En esperanto
- Ne mateno, bone tamen (No en la mañana, bien sin embargo).
- La vedo celas: ne malsatas lam' en saleco de val.
- Ne bruu ribele, nun el eb’ iru urben (eb' estas mallongigo de ebeno).
- Memoru ne matene juĝi, ne cedigi. Raru bele, ine. Neniel ebura rigidec' eniĝu. Jen eta menuro mem.
- Ora trovo: vortaro.
- Nu, nur bele celebru nun.
- Amis korpo proksima.

#### En finés
- Aivot avaavat ovia (“Los cerebros abren puertas”). (Alivaltiosihteeri)
- Neulo, saat niin taas oluen! (“Teja, así usted conseguirá una cerveza de nuevo!”).
- Saippuakivikauppias (“Vendedor de piedra de jabón”). (La palabra palíndroma significativa más larga según el Libro Guinness de los Récords Mundiales)
- Syy hyökätä: köyhyys (“Razón para atacar: pobreza”). (Alivaltiosihteeri)
- Uupuva haapa vapisi: oisipa vapaa havupuu! (“El agotador álamo temblaba: ¡Ojalá fuera un árbol de coníferas libre!”). (Alivaltiosihteeri)

#### En francés
- Ésope reste ici et se repose (‘Esopo se queda aquí y reposa’).
- Été (‘Verano’)
- Mon nom (‘Mi nombre’).

#### En gallego
- A torre da derrota (‘La torre de la derrota’).
- Ó saír ría só (‘Al salir reía solo’).

#### En griego
- Νίψον ανομήματα, μη μόναν όψιν (Ni[ps]on anomemata me monan o[ps]in, ‘Lavad vuestros pecados, no solo vuestra cara’) aparece en numerosas pilas de iglesias en Europa, y fue creado por el emperador bizantino León VI.

#### En hebreo
Al ser el hebreo un abjad, los palíndromos excluyen la puntuación diacrítica, cuando esta existe, teniendo en cuenta solo el alfabeto:
- מי לימד מילים?. (‘Quién enseñó palabras’)
- רבע הלילה עבר. (‘Un cuarto de la noche ha pasado’)

Durante la Edad de oro del judaísmo ibérico, los palíndromos se empleaban, entre otros, en la redacciones talmúdicas. Conocido en este respecto fue el erudito sefaradí Abraham ben Meir ibn Ezra. En una de sus obras más célebres, aparece la siguiente pregunta y su respuesta, ambas siendo palíndromos:
- P: אבי אל חי שמך למה מלך משיח לא יבא? (‘Padre mío, Dios, viva tu nombre, ¿por qué no ha venido en Mesías?’)
- R: דעו מאביכם כי לא בוש אבוש שוב אשוב אליכם כי בא מועד. (‘De vuestros padres sabréis que no me avergonzaré volver a estar entre vosotros cuando llegue el día.’)

#### En inglés
- Taco cat. (The Oatmeal).
- Able was I ere I saw Elba. (James Joyce, en su Ulysses).
- Madam, I'm Adam (James Joyce, en esa misma obra) (Señora, soy Adán, una tradicional presentación de Adán a Eva).
- Madam, in Eden I'm Adam (Señora, en el Edén soy Adán, ampliación ulterior del previo).
- A man, a plan, a canal: Panama! (Un hombre, un plan, un canal: ¡Panamá!, el epitafio del constructor del Canal de Panamá).
- Satan oscillate my metallic sonatas ("Satán oscila mis sonatas metálicas"). (Soundgarden)
- Eva, can I stab bats in a cave? ("Eva, puedo acuchillar murciélagos en una cueva?)
- Never odd or even. ("Weird Al" Yankovic, en su canción BOB)
- Was it a car or a cat I saw. ("Weird Al" Yankovic, en su canción BOB)
- A nut for a jar of tuna.
- Nora, a raft!" "Is it far, Aaron?

#### En italiano
- I topi non avevano nipoti (Los ratones no tenían sobrinos/nietos, en italiano, nipote puede ser sobrino/a o nieto/a).
- Anna ama Ale ma Pamela ama Anna (Anna quiere a Ale pero Pamela quiere a Anna).
- All'Unicef non feci nulla (En el Unicef, no hice nada).

#### En latín
- In girum imus nocte et consumimur igni (‘Damos vueltas en la noche y somos consumidos por el fuego‘’, según unos una adivinanza cuya solución era «antorcha», según otros una descripción del vuelo de las polillas de noche, y también los demonios).
- Roma tibi subito motibus ibit amor. (Roma hará bruscos movimientos de amor por ti)
- Si bene te tua laus taxat, sua laute tenebis. (Si tu alabanza te es buena, la tendrás en su alabanza.)
- Sole medere pede ede, perede melos.(Sole medere pede ede, perede melos)
- Signa temere me tangis.(Me tocas con signos aleatorios)
- Sator Arepo tenet opera rotas

#### En lituano
- Sula-alus (Las bebidas)
- Sėdėk užu kėdės(Siéntate detrás de la silla)

#### En neerlandés
- "Koortsmeetssysteemstrook" (franja del sistema de medición de fiebre)

#### En occitano
- Roma, lo còr nud d’un ròc o l’amor. ("Roma, el corazón abierto de una roca o el amor").

#### En polaco
- Mamuta tu mam (Tengo aquí un mamut) (título del libro de Stanisław Tym)
- Kobyła ma mały bok (Yegua tiene un lado pequeño)

#### En portugués
- "Socorram-me, subi no ônibus em Marrocos" (‘Ayúdame, me subí al autobús en Marruecos’)
- "Assim a aia ia à missa"(‘Entonces el aia fue a misa’)

#### En sueco
- Ni talar bra latin!(Habla muy bien el latín!)

#### En euskera
- Ze nekeza inori atea irekitzea eztikeria eta ironia zekenez. (‘ Era difícil abrirle la puerta a cualquiera porque sabía ser sarcástico e irónico.’)
- Esanik erruz egi bat ta bi gezurrekin ase. （‘Es decir, satisfecho con una verdad y dos mentiras’）
- Nik enara neraman amaren aranekin. (‘estaba comiendo con las ciruelas de mi madre‘)
- Adarreko akerra barreka okerra da. (‘Está mal reírse de la alondra cornuda’)
- Animatuta bazen, ezabatuta mina!
- Alu hauxe sexu ahula? (‘Alu este sexo débil‘)
- Utzi penak Ane, piztu!
- Orea ore, eroa ero.
- Autore erotua
- Atara zarata.
- Zein? Ni ez.
- Iker, ireki!
- Unanu
- Inoren Ero Ni

#### En japonés
- トマト (Tomato) (Tomate)
- わたしまけましたわ。 (Watashi makemashita wa.) (Lo tengo)
- にんてんどうがうどんてんに。 (Nintendou ga udon ten ni) (Nintendo esta en el udon)
- 日曜日 (Nichiyoubi) (Domingo) Solo los caracteres conservan el palíndromo.
- 達人の人達 (Tatsujin no hitotachi) (Maestros) Solo los caracteres conservan el palíndromo.
- しんぶんし (Shinbun shi) (Sin título)
- このこはねこのこ (Kono ko wa neko no ko) (Este chico es el gato del chico)
- たけやぶやけた (Take yabu yaketa) (Toma Yabu perdido)

### Curiosidades
- En latín también se conoce el palíndromo del cuadrado Sator: Sator Arepo tenet opera rotas ("El sembrador Arepo guía con destreza las ruedas"), que tiene la particularidad de que puede escribirse como un cuadrado que se puede leer tanto horizontal como verticalmente:

Algunos sugieren que las letras de este cuadrado se puede reordenar para que se lea «paternoster» dos veces y quedaría A y O (alfa y omega). Es decir, se trataría de una oración cristiana:

#### Palíndromos extrasemióticos
Se reconocen estructuras externas a la lingüística y al estudio de los signos (semiótica) que admiten lectura en ambos sentidos y son, pues, considerados palíndromos.

#### Semipalíndromos obifrontes
Son aquellas palabras que leídas al revés tienen distinto significado. Por ejemplo:
- Adán - nada
- amar - rama
- amor - Roma
- animal - lámina
- Omar - ramo
- rata - atar
- zorra - arroz
- sol - los
- las - sal
- oído-odio
- Otón - noto.
- orar - raro.

### Días palíndromos
Un día palíndromo es cuando la fecha contiene un palíndromo, como el 2 de febrero de 2020 (02-02-2020); no importa cual formato de fecha el país tenga, la fecha será un palíndromo.